# Tűzpiros szálkásgomba
A tűzpiros szálkásgomba (Lacrymaria pyrotricha) a porhanyósgombafélék családjába tartozó, Európában honos, útszéleken, erdőszélen, korhadó fán élő, nem ehető gombafaj.

## Megjelenése
A tűzpiros szálkásgomba kalapja 3-8 (10) cm széles, alakja domború, viszonylag húsos. Felszíne nemezes-gyapjas. Színe narancsbarna, sárgás-narancsos, vörösbarna vagy piros. Szélén gyapjas vélum-maradványok lehetnek. 
Húsa vékony, rostos; narancsbarna vagy halványbarna színű. Szaga nem jellegzetes, íze kissé kesernyés. 
Sűrű lemezei kissé tönkhöz nőttek vagy szabadok. Színük kezdetben barnás, a spórák érésével lilásbarnák, sötétbarnák vagy akár feketék lesznek. Élük világosabb.
Tönkje 4-11 cm magas és 0,3-0,7 (0,9) cm vastag. Alakja karcsú, üregesedő, törékeny. Színe vörösesbarna, narancsbarna, felül világosabb, alatta piszkosbarnán szálas-pikkelyes.
Spórapora feketésbarna. Spórája ellipszis vagy citrom formájú, mérete 8,7-11,3 x 5,2-7,2 μm.

### Hasonló fajok
A könnyező szálkásgomba hasonlít rá (egyes szerzők ezen faj változatának tartják a tűzpiros szálkásgombát). 

## Elterjedése és termőhelye
Európában honos. Magyarországon ritka.
Útszéleken, erdei tisztásokon, parkokban, fatuskókon (főleg fenyőn), tápanyagban gazdag talajon található meg. Nyártól őszig terem.

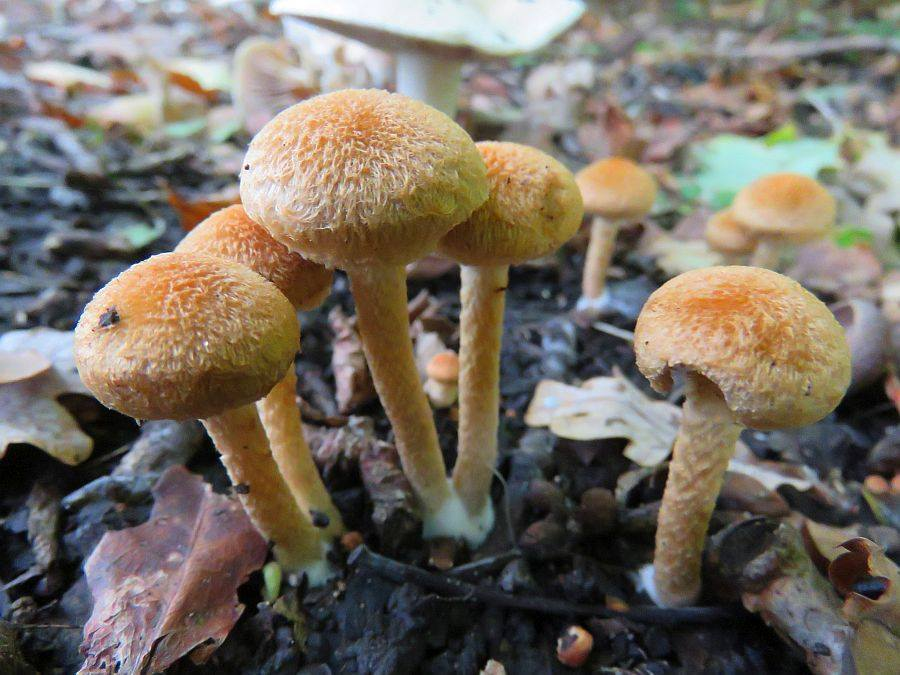
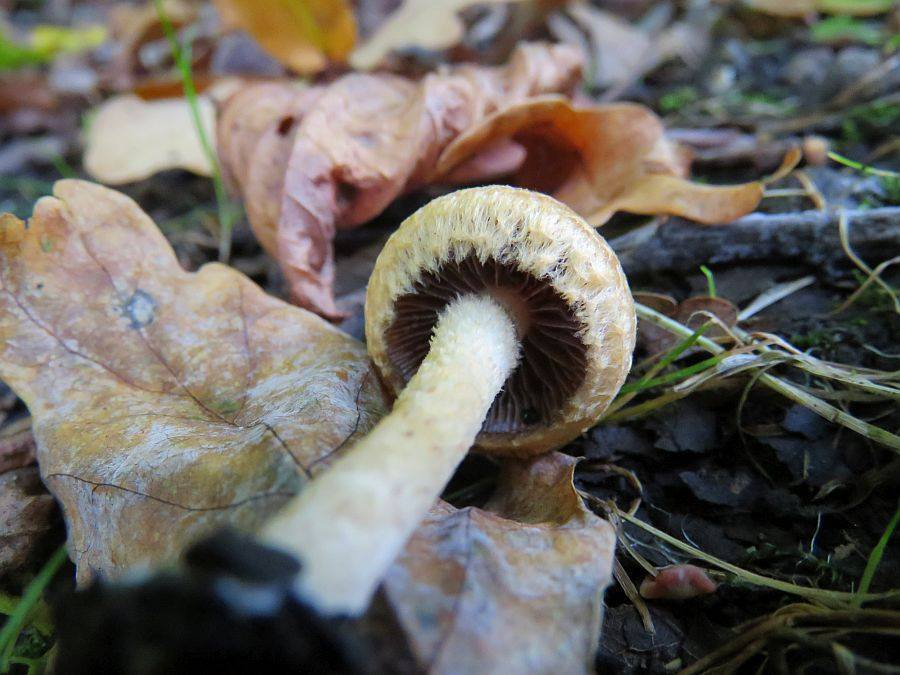
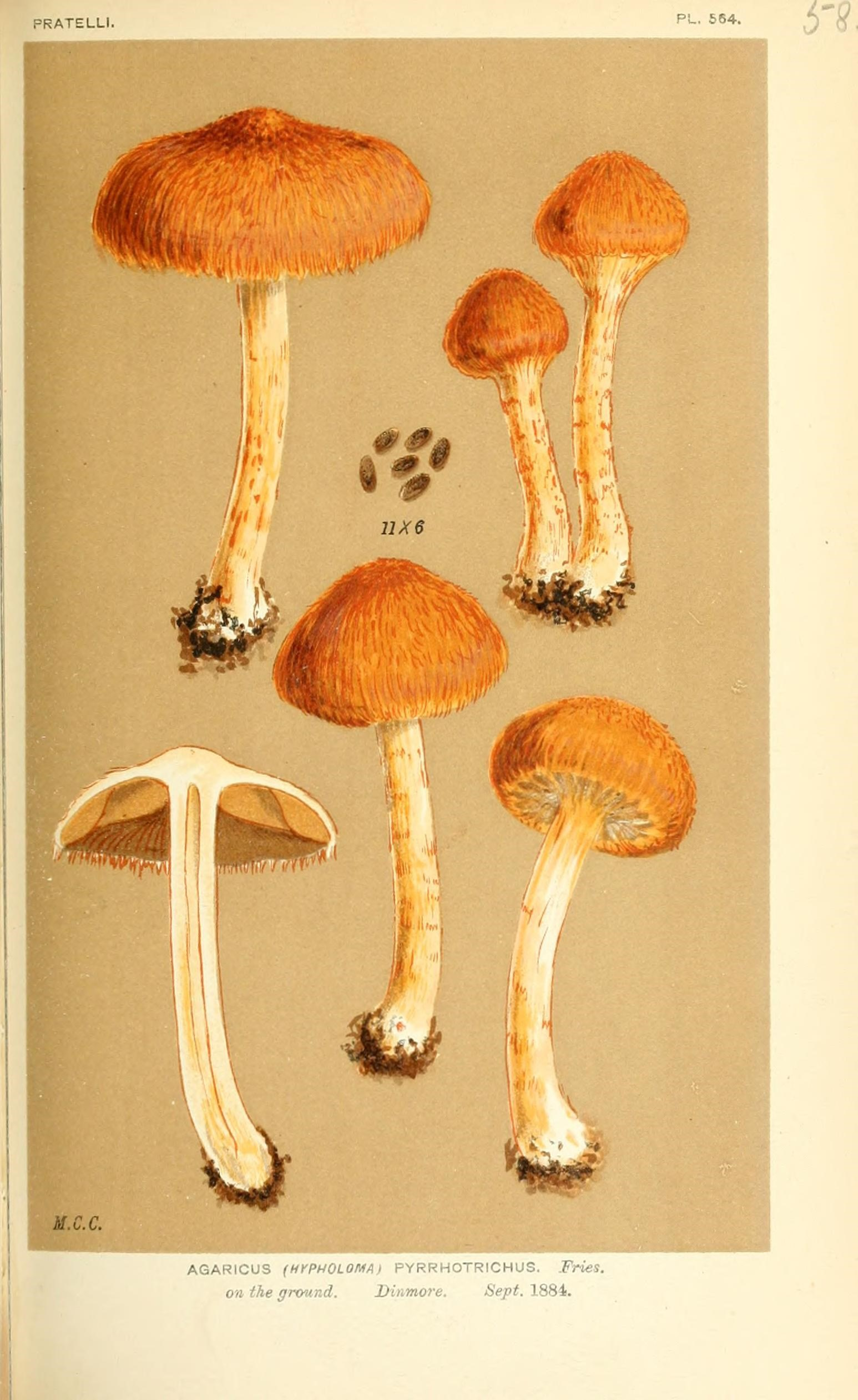

Nem ehető. 